# ایوو ویکتور
ایوو ویکتور (اسلواکی: Ivo Viktor؛ زادهٔ ۲۱ مهٔ ۱۹۴۲) دروازه‌بان فوتبال اهل چکسلواکی است.
از باشگاه‌هایی که ویکتور در آن بازی کرده‌است می‌توان به ستاره سرخ برنو و دوکلا پراگ اشاره کرد.
وی همچنین در تیم ملی فوتبال چکسلواکی بازی کرده است.